# Ben 10: Alien Force
Ben 10: Alien Force (Ben 10: Fuerza Alienígena en Hispanoamérica) es una serie animada de televisión estadounidense creada por Cartoon Network, Glen Murakami y Man of Action (grupo formado por Duncan Rouleau, Joe Casey, Joe Kelly y Steven T. Seagle), y producida por Cartoon Network Studios. Es la primera serie derivada de la serie animada Ben 10. En Estados Unidos fue estrenada el 18 de abril de 2008 y su emisión se terminó el 26 de marzo de 2010.
Ambientada 5 años después de la serie original, un Ben Tennyson de 15 años que ha crecido y madurado tendrá que salvar al mundo de nuevo, con la ayuda de un Omnitrix recalibrado que le da acceso a 10 nuevos alienígenas. Formando equipo con su prima Gwen y su antiguo enemigo Kevin Levin, Ben comenzará a crear un escuadrón en contra de los alienígenas que osan desafiar la seguridad de la tierra bajo el nombre de La fuerza alienígena. La serie fue sucedida el 23 de abril de 2010 por Ben 10: Ultimate Alien.

## Sinopsis
Han pasado cinco años desde que Ben Tennyson encontró el Omnitrix y se revela que en ese periodo Ben se ha separado de su reloj para iniciar una vida normal como la de cualquier muchacho de su edad. No obstante, cuando unos nuevos enemigos conocidos como los Highbreed/Supremos aparecen y amenazan la seguridad de la tierra, Ben se ve obligado a ponerse de nuevo el Omnitrix y combatir esta nueva amenaza.
Ben no está solo en su lucha contra el mal, sino que será acompañado por su prima Gwen, con poderes mágicos, y su antiguo enemigo Kevin, que ha aprendido a controlar mejor su poder. Ben no solo lidiará junto a ellos con la amenaza de los Highbreed/Supremos, sino que también deberá enfrentar a viejos enemigos, hacer nuevos amigos y crear una fuerza de oposición a la inminente invasión Highbreed/Suprema, la Fuerza Alienígena. 

## Personajes

### Héroes
- Benjamin Kirby Tennyson: El protagonista titular. De quince años, Ben ha madurado y se ve convertido en el nuevo líder del grupo tras la misteriosa desaparición del abuelo Max. Equipado con un Omnitrix recalibrado, Ben tiene acceso a una decena de nuevas transformaciones que usará para salvar el mundo.
- Gwendolyn Catherine Tennyson: La prima de Ben. A la edad de quince años, Gwen es mucho más hábil con sus poderes mágicos, herencia de su abuela. Menos temperamental y mal humorada que antes, Gwen sigue cuidando de su primo, por el que se preocupa.
- Kevin Ethan Levin: Un antiguo enemigo de Ben, ahora dedicado al comercio de tecnología alienígena. Tras pasar cinco años encerrado en el proyector/vacío, se une al equipo de Ben para enmendar sus acciones. Sus poderes le permiten absorber las propiedades de los elementos sólidos que toca de forma similar a una armadura.
- Julie Yamamoto: La novia y nuevo interés romántico de Ben. Una habilidosa tenista y estudiante, descubre el secreto de Ben en su primera cita juntos y desde entonces ayuda al equipo en ocasiones. Tiene por mascota a Ship/Nave, un alienígena Mechomorfico Galvanizado que encontró junto a Ben.
- Max Tennyson: El abuelo paterno de Ben y un miembro semirretirado de los plomeros/fontaneros. Desaparece misteriosamente mientras investiga los planes de los Highbreed/Supremos, dejando a sus nietos mensajes en clave para poder detener a los villanos.

### Alienígenas
Tras la recalibración del Omnitrix, Ben adquiere acceso a diez nuevas formas alienígenas. 
- Fuego Pantanoso (Hispanoamérica) / Fangoso (España): Es el ADN de un Methanosiano del Planeta Methanos. Usado 21 veces en 19 episodios.
- Eco Eco: Es el ADN de un Sonorosiano del planeta Sonorosia. Usado 13 veces en 13 episodios.
- Humungosaurio (Hispanoamérica) / Gigantosaurio (España): Es el ADN de un Vaxasauriano del planeta Terradino. Usado 27 veces en 22 episodios y en la película.
- Jetray (Hispanoamérica) / Turbo-Raya (España): Es el ADN de un Aerofibio del planeta Aeropela. Usado 26 veces en 23 episodios.
- Frío (Hispanoamérica) / Gélido (España): Es el ADN de un Necrofrigiano del planeta Kylmyys. Usado 19 veces en 15 episodios y en la película.
- Piedra (Hispanoamérica) / Megacroma (España): Es el ADN de un Cristalsapien del planeta Petropia. Usado 11 veces en 11 episodios.
- Cerebrón (Hispanoamérica) / Cerebro (España): Es el ADN de un Cerebrocrustáceo del planeta Encephalonus IV. Usado 9 veces en 8 episodios.
- Mono Araña: Es el ADN de un Aracnochipance del planeta Aracna. Usado 10 veces en 10 episodios.
- Goop (Hispanoamérica) / Ameba (España): Es el ADN un Polymorph del planeta Viscosia. Usado 11 veces en 11 episodios.
- Alien X: Es el ADN de un Celestialsapien de la dimensión Fuerte de la Creación. Usado 1 vez en 1 episodio.

A lo largo de la serie, Ben obtiene acceso a otras formas alienígenas. 
- Cannonbolt (Hispanoamérica) / Rayo de Cañón (España): Es el ADN de un Pelatora Arburiano del planeta Arburia. Usado 3 veces en 3 episodios.
- Upchuck Murk (Hispanoamérica) / Vomitón (España): Es el ADN de un Gourdman Murk del planeta Peptos IX. Usado 3 veces en 3 episodios.
- Muy Grande (Hispanoamérica) / Gigante (España): Es el ADN de un To'kustar de la Tormenta Cósmica. Usado 3 veces en 3 episodios.
- Diamante (Hispanoamérica) / Diamantino (España): Es el ADN de un Petrosapien del planeta Petropia. Usado 7 veces en 6 episodios.
- Lodestar (Hispanoamérica) / Estrella Polar (España): Es el ADN de un Biosovortian del planeta Attracta. Usado 5 veces en 5 episodios.
- Fantasmático (Hispanoamérica) / Espectral (España): Es el ADN de un Ectonorite de la dimensión Anur Phatos. Usado 1 vez en 1 episodio.
- Rath (Hispanoamérica) / Airado (España): Es el ADN de un Apopplexian del planeta Apopplexia. Usado 4 veces en 3 episodios.
- Nanomech: Es el ADN de un híbrido de un Humano y un Microchip. Usado 1 vez en la película.
- Fuego (Hispanoamérica) / Inferno (España): Es el ADN de un Pyronite del planeta Pyros. No aparece físicamente en la serie.
- Bestia (Hispanoamérica) / Feral (España): Es el ADN de un Vulpimancer del planeta Vulpin. No aparece físicamente en la serie.
- XRL8: Es el ADN de un Kineceleran del planeta Kinet. No aparece físicamente en la serie.
- Insectoide (Latinoamérica) / Libélulo (España): Es el ADN de un Lepidopterrano del planeta Lepidopterra. No aparece físicamente en la serie.
- Acuático (Latinoamérica) / Fauces (España): Es el ADN de un Pisciss Volann del planeta Pisciss. No aparece físicamente en la serie.
- Ultra-T (Latinoamérica) / Actualizador (España): Es la muestra de ADN de un Mecamorfo Galvánico de la luna Galvan B. No aparece físicamente en la serie.

### Villanos
- Highbreed / Supremos (España): Una especie de alienígenas racistas obsesionados con la pureza racial, que se cree la primera y más poderosa especie de todo el universo. Tras quedar estériles y estar al borde de la extinción, deciden eliminar a todas las especies del universo para morir juntos.
- DNAliens: Son unos seres híbridos entre humanos y sirvientes de los Highbreed/Supremos. Se dedican a hacer cumplir los planes de sus amos, por lo que ejercen de esbirros y tienen los encuentros más frecuentes con la fuerza alienígena de Ben.
- Caballeros Eternos: Una organización clandestina centrada en coleccionar y experimentar con dispositivos alienígenas desde la Edad Media. Antiguos enemigos de los Tennyson, los caballeros eternos desean eliminar a todas las especies alienígenas.
- Vilgax: El archienemigo de la infancia de Ben, que ahora ha vuelto más poderoso que nunca y con sed de venganza.
- Albedo: Un Galván joven y arrogante, antiguo ayudante de Azmuth en la creación del Omnitrix. Tras crear su propia réplica del Omnitrix adquiere la capacidad de transformarse en los mismos alienígenas que Ben, pero bajo el precio de quedar atrapado en la forma de un clon del propio Ben.
- Vulkanus: Antiguo enemigo de los Tennyson. Regresa como vendedor fraudulento de tenadita. Se revela que es un alienígena con un cuerpo parecido al de un bebe. Tiene una especie de amistad con Kevin debido a su experiencia con los chantajes.

A lo largo de la segunda y la tercera temporada aparecen algunos villanos de la serie original, incluyendo a Charmcaster/Hechicera, Hex y el Doctor Animo, este último bajo el nombre de Devoid.

## Reparto
| Personaje                 | Actor de voz   | Actor de doblaje (Hispanoamérica ) | Actor de doblaje (España ) |
| ------------------------- | -------------- | ---------------------------------- | -------------------------- |
| Benjamin "Ben" Tennyson   | Yuri Lowenthal | Carlos Luyando Hernández           | Roger Isasi-isasmendi      |
| Gwendolin "Gwen" Tennyson | Ashley Johnson | Gaby Ugarte                        | Meritxell Ribera           |
| Kevin Ethan Levin         | Greg Cipes     | Rafael Pacheco                     | David Jenner               |
| Max Tennyson              | Paul Eiding    | José Luis Orozco                   | Josep María Ullod          |
| Julie Yamamoto            | Vyvan Pham     | Mayra Arellano                     | Ana Álvarez                |
| Insertos                  | N/A            | Antonio Gálvez                     | Juan Miguel Valdivieso     |

## Episodios
| Temporadas | Temporadas | Episodios | Primer capítulo          | Último capítulo      |
| ---------- | ---------- | --------- | ------------------------ | -------------------- |
|            | 1          | 13        | 18 de abril de 2008      | 31 de agosto de 2008 |
|            | 2          | 13        | 10 de octubre de 2008    | 27 de marzo de 2009  |
|            | 3          | 20        | 11 de septiembre de 2009 | 26 de marzo de 2010  |

Ben 10: Alien Force cuenta con tres temporadas, cada una de 13 episodios (salvo la tercera que cuenta con 20), sumando un total de 46 episodios. En Estados Unidos se emitieron las tres temporadas en su totalidad. En España fueron emitidas las tres temporadas, a pesar de un parón en medio de la segunda temporada, que se reinició el 24 de marzo de 2009, donde se realizó una semana especial de Ben 10 en la que se transmitieron los últimos cuatro capítulos de la segunda temporada. Las serie fue emitida en Latinoamérica en su totalidad.

## Estreno
Ben 10 Alien Force fue estrenado en Estados Unidos el 18 de abril de 2008. En España se estrenaría el 6 de junio de 2009 en Cartoon Network, también se emitiría posteriormente por Boing. Para América Latina fue estrenado el 19 de junio a las 18:00 y se emitieron los nuevos episodios durante su duración, los domingos a las 18:30 por Cartoon Network con repeticiones los martes a las 19:30. En el mes de junio de 2010 los estrenos de nuevos episodios se suspendieron en Latinoamérica y se repuso la emisión de esos episodios desde principios de agosto de 2010.

## Otros medios

### Película
Ben 10: Alien Swarm es una película de acción real, secuela de Ben 10: Race Against Time, y es la adaptación de la serie Ben 10: Alien Force, sirviendo como puente entre esta y Ben 10: Ultimate Alien, la tercera serie derivada. El primer avance se emitió el 3 de octubre de 2008 en el estreno de Star Wars: The Clone Wars, desde entonces dos avances más se mostraron en el final de la segunda temporada y en el inicio de la tercera, se confirmó por parte de Cartoon Network que la película se emitirá el 21 de noviembre del 2009 en Estados Unidos. Por su parte, en Cartoon Network Latinoamérica se empezaron a mostrar propagandas cortas introduciendo a los personajes y un anuncio el cual indicaba que se emitiría muy pronto, posteriormente anunciaron la fecha del estreno que fue el 27 de noviembre de 2009.
Este filme trata de que el equipo se encuentra con una chica llamada Elena, quien era amiga íntima de Ben, ella misteriosamente solicita la ayuda de Ben para encontrar a su padre perdido sin revelar muchas cosas sobre la misión, las cosas se complican más cuando el abuelo Max revela que el padre de Elena tuvo un gran problema con los plomeros en el pasado y más ahora con la aparición de unos extraños chips. La película fue dirigida por Alex Winter, quien ya dirigió la primera parte Ben 10: Race Against Time, el casting incluye a Ryan Kelley como Ben, Galadriel Stineman como Gwen, Nathan Keyes como Kevin, Barry Corbin como el abuelo Max y Alyssa Diaz como Elena. Lee Majors, quien interpretó al abuelo Max en la anterior película, rechazo volver en esta entrega. Ben obtiene un nuevo alíen llamado Nanomech que es de la misma especie de los chips solo que humanoide.(Nanomech aparece como alienígena del Súper Omnitrix en Ben 10: Supremacía Alienígena).

### Secuela
Man of Action creó una nueva secuela para Ben 10, titulada Ben 10: Ultimate Alien, su estreno fue después de la tercera temporada de Ben 10: Alien Force en el 2010. La trama se desarrolla aproximadamente un año después de la serie con un Ben Tennyson de 16 años. La identidad secreta de Ben fue revelada a nivel mundial, convirtiéndolo en una celebridad. Aunque esto le acarreará problemas con su vida personal y sus labores como héroe. Ben es amado por los niños y niñas, chicas adolescentes y adultos jóvenes del mundo pero desconfiado por muchos adultos mayores. Se estrenó oficialmente el 23 de abril en Estados Unidos y el 10 de octubre de 2010 en Hispanoamérica bajo el título de Ben 10: Supremacía Alienígena.

### Videojuegos

#### Ben 10 Alien Force: Vilgax Attacks
Ben 10 Alien Force: Vilgax Attacks es un videojuego multiplataforma de Ben 10, al igual que sus antecesores Ben 10: Protector of Earth y Ben 10: Alien Force. Está disponible para Wii, PlayStation 2, Nintendo DS, PlayStation Portable y Xbox 360.

#### Ben 10 Alien Force: The Rise of Hex
Ben 10 Alien Force: The Rise of Hex es un videojuego multiplataforma de Ben 10 sólo para WiiWare y Xbox Live Arcade, fue anunciado por Konami el 21 de enero de 2010.